# چولپان ۲-ی
چولپان ۲-ی (انگلیسی: Chulpan 2-y) یک شهرک در شهرستان بلاگووارسکی باشقیرستان کشور روسیه است.